# Système juridique islamique
 (avril 2024).

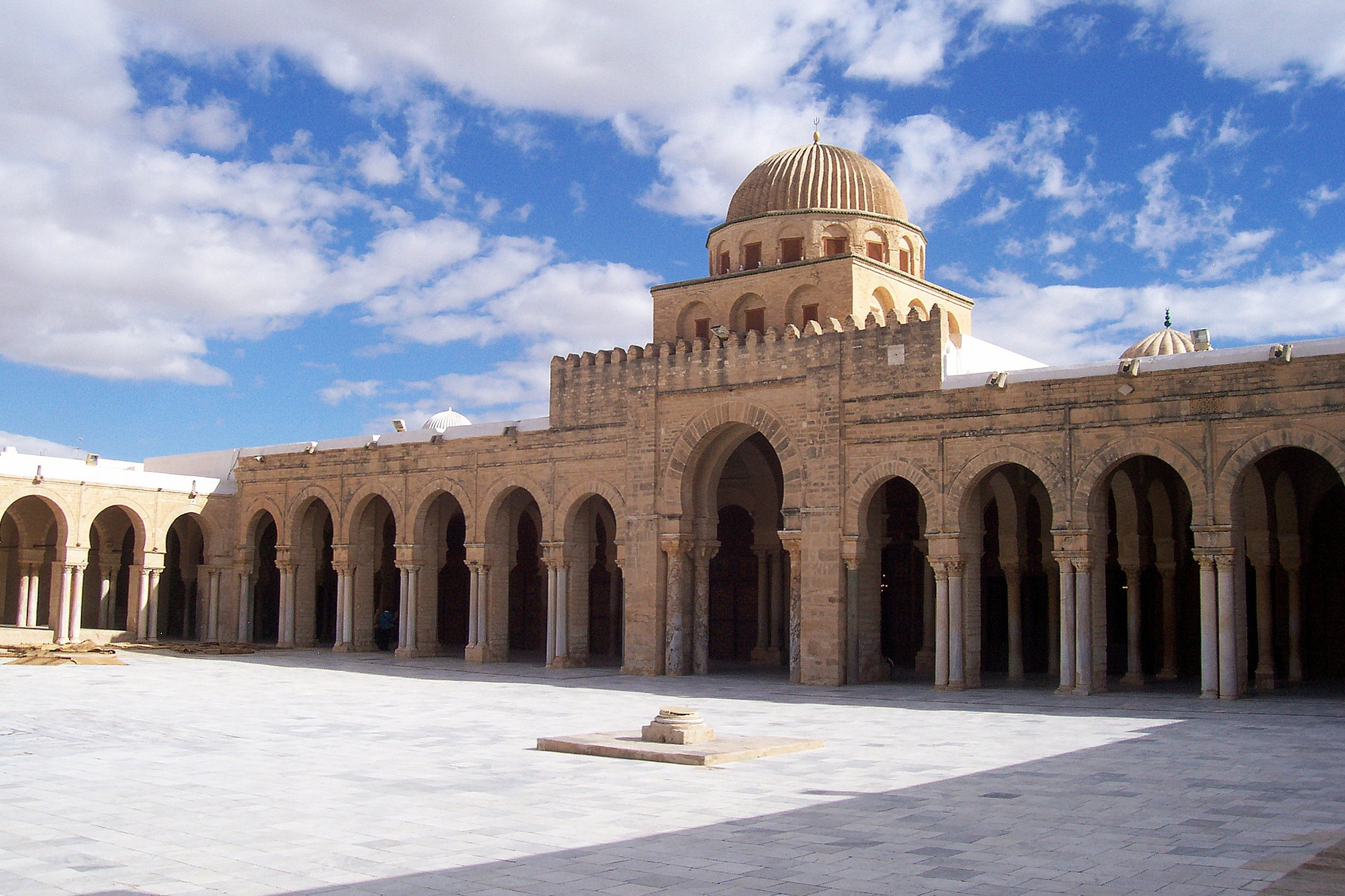
La grande mosquée de Kairouan (également appelée mosquée Oqba Ibn Nafi) fut, à partir du IXe siècle, l'un des plus importants centres d'enseignement de la théologie et du droit musulman (principalement selon l'école malikite),.

Le système juridique islamique, ou droit musulman, est un système de nature essentiellement religieuse dans lequel la science du droit – dite fiqh – entretient des liens avec la théologie. Ce droit, d'origine révélée qui trouve sa source dans les prescriptions du Coran, ne doit pas être confondu avec le droit positif qui peut être aussi en vigueur dans les États de tradition musulmane, dans la mesure où ce dernier, qui diffère selon les pays, s'écarte souvent de celui-ci.
En principe, le droit musulman ne s'applique qu'aux musulmans. Sous la charia (« loi divine »), les non-musulmans sont soumis au régime juridique de la dhimma (« protection tutélaire »).

## Histoire et définition
Selon le juriste Jean-Paul Payre, « Le droit musulman est un système de devoirs comprenant des obligations rituelles, morales et légales, mises sur le même plan, toutes soumises à l’autorité du même impératif religieux ». 
Selon Baudoin Dupret dans un article de 2015:

« En traduisant la normativité islamique (la charia) en droit musulman, on commet ce genre
d’erreur de catégorie qui consiste à décrire un phénomène spécifique avec la taxinomie en
usage pour la description d’un autre. Le « droit musulman » ne correspond pas à la
normativité islamique. C’est un phénomène historique qui est apparu avec la volonté de
construire des systèmes fondés sur le modèle bureaucratique formel-rationnel. On peut décrire
l’ontologie du droit musulman, mais cela suppose d’en identifier le caractère situé, qui est à la
fois contemporain et local. On peut aussi décrire l’ontologie de la normativité islamique, qui
est fondée sur le Coran et la Tradition prophétique, et on peut y inclure les airs de famille que
sa grammaire peut partager dans certaines situations avec le droit (musulman) d’aujourd’hui.
En ce sens, le droit musulman est ce à quoi les gens se réfèrent comme tel et non ce que les
savants décident en surplomb de ce que les gens font et disent en pratique. »

Le droit musulman a historiquement été appliqué par les cadis, institution apparue sous les Omeyyades. Ces jugements provenant de tribunaux religieux ne sont toutefois pas source de droit : pas d'effet de jurisprudence. De plus, à côté de ces juridictions traditionnelles coexistait un ou plusieurs types de juridictions (juridiction de la police, de l'inspecteur des marchés, d'équité du calife ou de ses délégués), qui appliquaient les coutumes locales ou les règlements pris par les autorités politiques. La jurisprudence de ces tribunaux-là pouvait s'écarter nettement des règles du droit musulman. Au XXe siècle, les juridictions spéciales chargées d'appliquer le droit musulman ont été éliminées (en 1772 en Inde britannique; 1924 en Turquie; mais aussi en Égypte, en Tunisie, en Bengale, en Algérie, au Maroc, en Guinée, au Mali, tandis que leurs compétences ont été sévèrement limitées en Indonésie). La république islamique d'Iran fait figure, depuis 1979, d'exception, avec l'institution des tribunaux civils spéciaux et des tribunaux révolutionnaires. En Inde, la charia a été appliquée par des juges formés à l'école anglo-saxonne du common law, conduisant au système du droit anglo-mahométan.

## Sources du droit
Le droit musulman a plusieurs sources, dont les sources fondamentales que sont le Coran et la sunna d'une part, et d'autre part les sources secondaires, fondées sur la raison humaine, qui comprennent le consensus des juristes (ijma), le raisonnement analogique (qiyas) et l'interprétation (ijtihad). La coutume ('urf) et la loi ne sont pas officiellement sources de droit, mais ont permis d'adapter le droit d'origine religieuse à la diversité des pays et des cas.
Une jurisprudence diverse s'est développée selon les régions, en fonction de quatre écoles juridiques (madhhab) principales pour le sunnisme, et deux autres pour le chiisme. L'élaboration du fiqh (science du droit) par chacune de ces écoles a, en théorie et pour l'essentiel, pris fin au Xe siècle, avec la fermeture de la « porte de l'interprétation (ijtihâd) », ce qui explique le caractère archaïque et désuet de nombre de ses institutions. Toutefois, cette idée de la « fermeture de la porte de l'interprétation » est très controversée et nombre de juristes ont continué par la suite à réfléchir sur le droit musulman, et à poursuivre l'effort de leur prédécesseurs.
La colonisation a réduit l'étendue du droit musulman principalement au statut personnel (droit du mariage, etc.). Des efforts de modernisation ont été faits, dans certains pays (Turquie, Égypte, Tunisie, etc.) au XXe siècle. Le droit pénal musulman a été délaissé par les juridictions d'États de tradition musulmane, bien que le poids de l'islamisme contemporain ait conduit certains États à le réhabiliter partiellement (Libye en 1972-1974, Pakistan en avril 1979, Iran en 1979, Soudan au début des années 1980, Koweït dans les années 1980, et Égypte après le référendum de mai 1980). Dans les autres domaines juridiques (droit constitutionnel, droit public, etc.), les réformes au XIXe siècle et au XXe siècle ont conduit à une harmonisation croissante du droit avec les principes internationaux tels que ratifiés sur le plan national. Celle-ci n'empêche pas un certain nombre de systèmes juridiques nationaux de faire allusion aux principes du droit musulman dans leurs Constitutions (Maroc, Algérie, Mauritanie, Yémen, Iran, Pakistan, Soudan et Égypte). Enfin, l'Organisation de la conférence islamique a signé en 1990 la Déclaration des droits de l'homme en islam.
Le droit musulman s'appuie sur quatre sources principales (Usûl al-Fiqh), qui constituent la charia (« loi divine ») : le Coran, la sunna, l’ijmâ (consensus des savants) et le raisonnement analogique (qiyas, pour le sunnisme). Le juge (qâdî) s'appuie principalement sur « les livres où sont exposées les solutions consacrées par l'ijmâ », et non sur « le Coran » ou « les recueils de Traditions » :

« Le qâdi (ou juge) qui s'aventurerait à interpréter de sa propre autorité les passages du Coran ou à apprécier lui-même l'authenticité probable de hadîth commettrait un acte tout aussi contraire à l'orthodoxie que le croyant catholique qui prétendrait fixer avec les seules lumières de son intelligence individuelle le sens des textes invoqués par l'Église à l'appui de ses dogmes… Cette troisième source du droit musulman, l'ijmâ, a une importance pratique exceptionnelle. C'est à leur consécration par elle que toutes les règles du fiqh, quelle que soit leur origine première, doivent leur applicabilité actuelle. »

### Le Coran
Le texte coranique est la première source juridique sur laquelle se base le droit islamique.
Selon Louis Massignon, « le Coran constitue essentiellement le code révélé d’un État supra-national ». Les contenus à caractères légaux du Coran sont insuffisants pour régler l'ensemble des questions de droit. Un tafsir (exégèse musulmane) du Coran est rendu nécessaire de par plusieurs passages peu clairs. Le type et la méthode de tafsir vont créer plusieurs écoles de droit, ou rite (cf. infra).

### Sunna
Elle est consignée dans les hadiths du prophète de l'islam Mahomet et de ses compagnons relatés par des chaines d'intermédiaires appelés aussi garants (isnad). Mahomet est considéré comme un exemple pour l'ensemble des musulmans. Ces hadiths vont donc servir de matière première lors de l'élaboration des lois : ce qu'a fait Mahomet en telle circonstance aura force de loi, en première approximation.

### Sources secondaires
Aux quatre sources principales s'ajoutent plusieurs sources secondaires :
- l'opinion personnelle ou istihsân (approbation), chez les hanafites,
- l'istislah, prise en considération de l'intérêt général chez les malikites
- l'istis'hâb' chez les chaféites
- la coutume ('’urf ou `âda). C'est ainsi que certaines coutumes pré ou post-islamiques ont pu être intégrées dans le droit musulman, ces dernières étant jugées compatibles avec l'islam. Toutefois, la jurisprudence édifiée à partir de la coutume a pu parfois aller à l'encontre de la lettre de la sharia, par exemple en ce qui concerne la répudiation: alors que celle-ci prévoit, selon les sunnites, qu'elle doit s'effectuer en trois fois, la jurisprudence a toutefois entériné la répudiation en une seule fois dans l'immense majorité des pays musulmans[10]. La coutume n'est toutefois pas, en général, considérée comme source de droit (de même pour la jurisprudence, ou 'amal) : ce n'est « pas une source légale », mais « une source spontanée et de caractère secondaire », qui permet « d'adapter la loi » plutôt que de la « modifier »[11].
- l'imitation des décisions des anciens (taqlid), par opposition à l'ijtihad
- l'ijtihad, effort de réflexion personnelle basée sur les principes généraux de l'islam. Elle est pratiquée par les juristes (muftis) ou les savants (mujtahids). Les mujtahids sont supérieurs aux faqîh, ceux qui ont l'intelligence de la loi (le fikh) et peuvent l'interpréter: en effet, non seulement ils interprètent le droit, mais peuvent encore le créer, lorsque les contextes nouveaux causés par l'expansion de l'islam obligent à cette invention[12].
- la loi, ou kânûn (kânûn siyasî: règlement administratif ; on dit aussi firman, hatti, etc., en Turquie ; karar ou code en Égypte ; amr bey ou décret beylical en Turquie, dahir ou décret royal au Marocain). Le Dahir formant Code des obligations et des contrats promulgué par le sultan Moulay Youssef en 1913 est toujours en vigueur au Maroc[13]. Le Medjellet, codification des obligations et contrat selon le rite hanéfite, commencée en 1869 et terminée en 1876, est toujours applicable en Israël et en Cisjordanie[13].

## Principes du droit coranique
La loi islamique est structurée en deux parties :
- Al Mu'amalat qui concerne le droit civil, le droit pénal,
- Al 'Ibadat qui concerne la liturgie, la prière, l'adoration

Bien que surtout connu pour son statut personnel et son aspect pénal, ce droit englobe l'ensemble des activités humaines, incluant aussi des règles de commerce et de gouvernement. Selon les écoles juridiques (madhhab), différentes règles de droit ont été produites.

### Consensus
Reconnu par le sunnisme, il se fonde sur un hadith : « Ma communauté ne s’accordera jamais sur une erreur ». Il repose sur le consensus unanime des mujtahid, les théologiens-juristes qualifiés qui appartiennent à une même génération (karn). Les écoles se divisent à propos de savoir de qui l'accord doit être reconnu :
- le malékisme reconnaît que le consensus des Compagnons du Prophète (les Sahaba, témoins de sa vie) et des juristes de Médine (cf. le hadith « L'Islam reste attaché à Médine comme le serpent à son trou »)[14] ;
- les hanbalites reconnaissent celui des Compagnons mais aussi celui des savants sunnites venus après[14] ;
- les chiites (en particulier les imamites et les zaidites) n'admettent que l'avis collectif des descendants du Prophète[14].

Avec l'expansion de l'islam, qui s'étend bientôt de l'Espagne jusqu'à la Chine, le consensus entre les juristes devient difficile à obtenir, en l'absence d'autorité centrale. On ne peut plus distinguer l'idjmâ des opinions doctrinales : après le Xe siècle, il n'y a plus de véritable mudjtahid, et l'idjmâ doit laisser la place à une quatrième source du droit, le raisonnement par analogie.

## Règles d'interprétation du droit

### Analogie
Si une règle est connue concernant un élément particulier, il est possible de décliner cette règle sur un élément similaire. Les écoles sunnites utilisent plus ou moins la méthode de raisonnement par analogie, l'école hanafite lui accordant la plus grande importance. Contrairement aux sources révélées que sont le Coran et la Sunna, il s'agit ici d'utiliser le raisonnement humain afin de comprendre la loi divine.
Diverses règles gouvernent l'usage de l'analogie (importance du texte dont provient la règle de droit, etc.). Comme toute règle de droit est instituée pour le bien commun (maslaha, l'intérêt public), si l'interprétation analogique conduit à une solution contraire à l'équité, le mujtahid peut faire prévaloir, selon le rite hanafite, une solution contraire: on parle d’istihsân (« préférence juridique »). Les chaféites et les malékites limiteront la portée de cette préférence.
Abou Hanîfa, le fondateur de l'école hanafite, est le premier à avoir « défini un ordre légal sur la base d'une interprétation des sources qui fait appel au jugement humain (râ'y arabe : رأْي), non pour se substituer à la révélation, mais pour faire un emploi plus complet des sources révélées. Sa méthode n'est pas seulement exégétique, mais spéculative » (Louis Milliot, 1953). En d'autres termes, dans le cadre de la charia, l'école hanafite admet l'opinion personnelle du juge, que l'on appelle aussi le « jugement préférentiel » (istihsân, ar. استحسان), lorsque les sources fondamentales traditionnelles (Coran et hadiths) ne permettent pas d'élucider un cas. Cette démarche, ainsi que la décision qui en résulte, doit toutefois « avoir pour base un élargissement de la troisième source du droit, le qiyâs, ou raisonnement analogique ».

### L'adaptation des règles par l'appel à la coutume et aux conventions et le rôle des cadis
L'appel aux coutumes, aux conventions et aux règlements du souverain ont permis d'adapter le droit musulman par des procédures externes au droit religieux strictement dit. La charia classe en effet les actions humaines en cinq catégories. Ces catégories correspondent à cinq valeurs morales appelées al-akhām al-khamsa :
1. ce qui est prescrit, désigné sous le terme de fard (aussi dénommé obligatoire — wajib, muhattam— ou requis — lazim)
2. ce qui est recommandé, désigné sous le terme de mandub (aussi dénommé préférable — mustahabb — méritoire — fadila— ou désirable — marghub fih)
3. ce qui est indifférent (mubâh)
4. ce qui est blâmable désigné par le terme makrûh
5. ce qui est interdit désigné par le terme haram

Dès lors, les coutumes et les conventions privées permettent d'adapter le droit: la coutume peut ainsi ordonner quelque chose qui est seulement recommandé par le droit, ou interdire quelque chose qui est blâmable ou permis. De même, un hadîth affirme qu'« il n'y a aucun crime à faire des conventions en sus de ce que la loi prescrit », ce qui permet de modifier les règles proposées, mais non imposées, par le droit musulman. La jurisprudence a pu ainsi conférer à l'époque le pouvoir de se répudier elle-même en fonction du contrat de mariage (la Syrie a ainsi modifié considérablement les règles du mariage; de même, on a appliqué à Java le système de la coutume pour écarter le régime matrimonial de séparation des biens prévu par le Coran).
Outre la coutume et la convention, les juristes font aussi appel aux stratagèmes juridiques (hiyâl) et à des fictions pour écarter des règles archaïques ou non adaptées,. Diverses procédures permettent ainsi de décourager la polygamie et la répudiation de la femme par le mari (en accordant par exemple de lourds dommages et intérêts à la femme), ou de contourner l'interdiction du prêt à intérêt, du louage de terres ou de l'assurance.
Les règlements du souverain ont aussi une influence importante. En Turquie, ils ont par exemple permis d'introduire un concept de prescription extinctive, ignoré par le droit musulman ; en Égypte, les tribunaux ne peuvent pas être saisis pour des affaires se rapportant à des mariages qui n'ont pas été enregistrés à l'état civil; en Algérie, la police peut ne pas appliquer la prohibition religieuse de consommation d'alcool.

## Écoles
Plusieurs écoles d'interprétation de la foi (madhhab) sont apparues selon les conceptions religieuses des penseurs musulmans. Aux premiers temps de l'islam, les plus importantes étaient celles de Kufa, Médine, Bassorah et La Mecque. Par compétition, ces écoles ont peu à peu laissé place à certains courants de pensée inspirés par un grand juriste et son école et ne sont plus cantonnées à un emplacement géographique[réf. nécessaire].
On dénombre de nos jours plusieurs courants s'inspirant des écoles majeures, et autant de déclinaisons de la charia, ou loi musulmane. Il en existe quatre majeures pour le sunnisme et deux pour le chiisme. Un évènement très important eut lieu au Xe siècle (IVe siècle de l'hégire), un calife abbasside ferme les « portes de l'interprétation » (bab el ijtihad) et fige les quatre écoles qui se reconnaissent mutuellement. De fait elles rejettent les autres y compris les écoles chiites. Le motif profond de cette décision résulte dans la volonté de conserver un droit à vocation universel, conformément à une religion elle-même universelle. Cette stabilisation de la science du droit s'est accentué avec la prise de Bagdad par les Mongols en 1258 et la fin du califat abbasside. Certains juristes contemporains veulent aujourd'hui rouvrir cette porte, mais cela risquerait d'hypothéquer l'unité de la doctrine du droit musulman, en raison de la grande diversité des pays où celle-ci peut avoir une influence. Aussi, on préfère en général adapter le droit en utilisant d'autres procédés, extérieurs au droit musulman lui-même, tels la coutume, la convention et les règlements du souverain.
- l'école hanafite, d'Abu Hanifa (699 - 760), dite école de la libre opinion ou « rationaliste » (ashâb al-râ'y, par opposition aux traditionalistes, ashâb al-hadîth) car elle fait une grande place à l’interprétation, ou, plus précisément, au raisonnement par analogie (kiyâs[18]) ; on la retrouve aujourd'hui en Turquie, ex-Union soviétique (Asie centrale), Égypte, Jordanie, Syrie, Pakistan[19], en Inde[5], au Bengale[5], ainsi que quelques restes dans des régions dominées par l'Empire ottoman, comme la Tunisie, l'Algérie, la Bosnie[19], l'Albanie et le Kosovo.
- l'école malekite, de Mâlik ibn Anas (env. 712 - env. 796), est celle qui s'inspire le plus de la sunna ; on retrouve son influence aujourd'hui dans les pays du Maghreb (qui, avant de se convertir à l'école malékiste, subirent l'influence des khâridjite au VIIe siècle[19]), Libye, Tunisie, Algérie, Maroc et Mauritanie[19], en Afrique de l'Ouest et en Afrique centrale[19], dont le Soudan. Il est également présent en Égypte[5], au Koweït[5], au Qatar[5], à Bahreïn[5] et dans les Émirats arabes unis[5].
- l'école shafiite, d'Ach-Chafii (767 - 820), tente de trouver un moyen terme entre les deux écoles ci-dessus ; rite officiel du califat abbasside[19], on le retrouve dans le Golfe Persique[19], dans l'Arabie méridionale[19], en Afrique orientale et en Basse-Égypte[19] ainsi que sur les côtes indiennes[19]. Il dispose aussi d'adeptes en Palestine[5], au Pakistan[5], au Kurdistan[réf. nécessaire] , en Asie du Sud-Est (Malaisie[5], Ceylan[5], Philippines et Inde[5]). C'est le rite dominant en Indonésie[19].
- l'école hanbalite, d'Ibn Hanbal (780 - 855), est exclusivement attachée à la sunna ; ce rite est aujourd'hui le moins pratiqué, il est éparpillé sur le Golfe Persique[19] et est le rite officiel de l'Arabie saoudite. Il tend à se confondre avec le wahhabisme[19]. On le retrouve aussi au Qatar[réf. nécessaire] et dans quelques localités d'Irak[5] et de Syrie[5].

Il existe par ailleurs deux écoles chiites principales, ainsi que l'ibadisme (présent aujourd'hui à Oman, à Djerba en Tunisie, à Mzab en Algérie, etc.) :
- l'école ja'farite, en Irak et en Iran
- l'école zaydite, de Dawud ben `Alî al-Isfahânî, repris par Ibn Hazm de Cordoue, Andalousie, actuellement rencontrée au Yémen.

Plusieurs points de divergences séparent ces écoles, bien que parmi les écoles sunnites, il y a consensus autour des principes généraux. Il y a désaccord, par exemple, à propos de la différence de traitement des versets du Coran abrogeants et abrogés, la pondération relative des diverses sources de savoir, ou, de façon importante, sur l'application de la sharia. Les quatre rites sunnites admettent l'idjmâ' (accord ou consensus) en tant que source du droit; le malékisme reconnaît l' idjmâ' des Compagnons et des Suivants de Médine, ville du Prophète, alors que le hanbalisme ne reconnaît que celui des Compagnons.
De plus, les juristes peuvent changer d'école, et peuvent aussi, pour un cas donné, emprunter à une école rivale. Le souverain peut aussi prescrire aux juges d'appliquer des règles provenant d'une autre école que celle qui est majoritaire dans le pays. Certaines tentatives de rapprochement et de synthèse entre ces écoles ont été faites, tandis que la codification effectuée par les législateurs utilise souvent une méthode éclectique faisant appel à toutes les écoles.
Selon la science du droit musulman, le système juridique du droit musulman est indépendant de tout autre système juridique. Toute ressemblance, sur des points précis, avec d'autres systèmes juridiques, est théoriquement considérée comme ne formant que des coïncidences. Cependant, une influence limitée a historiquement eu lieu à l'époque de sa formation, provenant en particulier du « droit talmudique, du droit canon des églises orientales et du droit perse sassanide », bien qu'elle ne s'ait exercée que « dans un petit nombre de cas isolés ». En outre, le rite hanéfite a été « manifestement influencé par les règles du droit romain de la tutelle et de la curatelle ».

## Secteurs du droit
Le droit musulman couvre l'ensemble des domaines du droit, bien qu'il ait été souvent réduit, depuis la colonisation européenne, au droit des personnes (droit de la famille en particulier, disputes de terrain) et au droit pénal, lequel est lui aussi tombé en désuétude. Pourtant, dès le VIIIe siècle, la science du droit musulman s'intéressait à d'autres domaines. Ainsi, 800 ans avant Grotius, le juriste Mohamed al-Shaybani, un disciple d'Abou Hanîfa, écrit d'importants traités sur le droit de la guerre, le droit des traités et le droit des étrangers.
Le Coran comporte environ 70 versets relatifs au statut personnel ; 70 également relatifs au « droit civil » ; 30 qui concernent le droit pénal ; 13 qui ont trait à la procédure judiciaire ; 10 qui se rapportent à l'organisation constitutionnelle ; 10 à l'économie et à la finance ; et 25 au « droit international ».

### Activités cultuelles
Ce secteur comprend les obligations religieuses proprement dites, en particulier les règles régissant la prière ou la nourriture.

### Statut personnel
Le statut personnel musulman est appliqué d'une façon ou d'une autre dans 52 États à majorité musulmane. Il régit particulièrement le mariage, le divorce, la filiation et l'héritage.
Il se distingue d'autres formes de droit par l'importance qu'il apporte à la filiation paternelle, socle de la famille, elle-même considérée comme fondement de la société. C'est dans cette optique que l'islam prohibe l'adoption, a laquelle il substitue la kafala, mesure de recueil légal qui n'altère pas la filiation de l'enfant. L'adoption au sens strict existe toutefois en Turquie, en Tunisie et en Indonésie,.
Par rapport à la période préislamique dominée par le patriarcat, les prescriptions du Coran ont rééquilibré les rapports hommes-femmes, en accordant notamment à la femme mariée une personnalité juridique distincte et séparée, et en la dotant d'un patrimoine propre qu'elle est libre d'administrer (il n'y a pas de communauté de biens, mêmes meubles, dans le mariage musulman). Dans la période préislamique, au décès de son mari, la femme passait à son héritier le plus proche, qui pouvait se marier avec elle ou la marier avec un autre (Coran, IV-19).
Outre le Code tunisien de 1956, considéré comme référence en la matière, certaines réformes ont été admises dans plusieurs pays, notamment au Maroc avec la Moudawana (Code de la famille) de 2004, qui fait par exemple de la « fidélité mutuelle » des époux un devoir conjugal. En Algérie, c'est le Code de la famille de 1984, récemment réformé, qui est en vigueur. Les Codes civils de l'Égypte (1948), de la Syrie (1949), de l'Irak (1951) et de l'Algérie (1975) exigent des juges qu'ils comblent les lacunes de la loi en se référant aux principes du droit musulman.

### Droit pénal
Le droit pénal distingue, selon la sharia, plusieurs infractions :
- les hudud sont des crimes graves, qu'on dit avoir été commis « contre Dieu », pour lesquelles la peine, prescrite par la shariah, doit être strictement appliquée par les juges, auxquels aucune latitude d'interprétation n'est laissée.
- les tazir sont les crimes pour lesquels les peines sont laissées à l'appréciation du cadi, qui juge notamment en fonction des coutumes locales.

Ce sont les hudud qui sont les plus controversés (voir par exemple le rétablissement au Soudan de l'amputation pour vol, qui n'était plus en vigueur depuis le XVIe siècle). Si la Libye a réintroduit plusieurs peines issus de la shariah en 1972, 1973 et 1974, de même que le Pakistan en avril 1979 (sous la direction du général Zia-ul-Haq), l'application de ces peines est restée très limitée dans ce dernier pays. De même, si elles sont en principe en vigueur en Libye, Mauritanie et dans le golfe arabo-persique, elles ont eu « un caractère essentiellement théorique ». En 2006, l'Ordonnance sur les hudud promulguée au Pakistan en 1979 a été amendée par le Women's Protection Bill (Loi sur la protection des femmes) votée le 15 novembre 2006, sous la présidence de Pervez Musharraf.

## Juridictions et procédure
La procédure juridique du cadi était fondée principalement sur l'aveu, le flagrant délit et les témoignages, et ce dès le départ. Elle ne vise pas à établir la vérité des faits, en raison du caractère insondable des cœurs, mais à établir la rectitude du jugement, en fonction du vraisemblable issu des témoignages et des normes juridiques. La vérité juridique peut ainsi entrer en conflit avec la vérité religieuse: le fait d'être reconnu innocent, ou coupable, par un qadi, ne change rien quant au jugement divin à venir. S'ils sont liés, le domaine juridique est cependant ainsi distingué de la vérité éthique et théologique,.
Il n'existe pas d'avocats dans le système du droit musulman, pas plus qu'il n'existe de procureur. La torture était interdite, du Xe siècle au XIIIe siècle, dans le cadre judiciaire du cadi,. Certains juristes l'ont admise par la suite, au moment où les rôles politiques et administratifs des cadis augmentaient.

### Cadi
Le cadi est le juge de droit musulman, chargé à l'origine des litiges personnels et des violations des « droits de Dieu » (huddud ; ces derniers vont être placés sous l'autorité de la justice militaire chez les Mamelouks). À la fin du VIIIe siècle, les Abbassides fondent une administration judiciaire distincte, à la tête de laquelle siège le qadi suprême (qadi al-qudat). Les califes de Bagdad s'en servent pour nommer et destituer les juges des provinces et contrôler leur jurisprudence. Tandis que les Abbassides vont favoriser tour à tour telle école juridique (madhhab), les Mamelouks vont accorder à chacune un poste de qadi al-qudat afin de souligner leur égalité.

### Les autres organisations juridictionnelles
D'autres organisations juridictionnelles ont cependant existé, de façon concurrente, par exemple celles du chef de la police (le sahib as-sulta, en tant que wali al-djara'im ou responsable de la lutte contre les crimes), des autorités de marché (le muhtasib), des mazalim (instances d'appel contre les décisions de l'administration ou des militaires, exercée par le prince ou ses délégués), etc.

### Mufti
Le mufti, ou mollah pour les chiites, est une personne connaissant le droit musulman à qui le requérant (personne physique ou morale) demande de rendre un avis sur un problème juridique ou pratique, une demande de conformités aux préceptes du droit musulman. Il s'agit d'un jurisconsulte. Au terme de cette consultation, le mufti émet une fatwa. Le premier mufti est Dieu (Allah), parlant par l'intermédiaire de Mahomet. À la disparition de celui-ci, la fonction de mufti est endossée par les califes, puis par des personnes spécialisées (oulémas) et muftis. Il est celui qui distingue les actes licites (halal) des actes illicites (haram).
En l'absence de mufti pour le conseiller, un musulman ne sera en théorie pas tenu responsable de ses actions s'il commet une erreur, quoi qu'il ferait : il serait considéré comme « ignorant » (jehel). Il est donc parfois considéré nécessaire à toute société régie par le droit musulman d'avoir un mufti, y compris aujourd'hui. Bien que les États modernes n'aient plus techniquement besoin de lui, par la mise sur papier d'un code, il n'est pas rare que des muftis soient en ligne sur internet ou répondent à des questions à la télévision.

### L'adel
L'adel (pluriel en arabe : adoul) est le notaire de droit musulman. Au Maroc, ces auxiliaires de justice ont la charge des affaires relatives au droit personnel (successions, mariages et divorces). Après un avis favorable du Conseil supérieur des oulémas, en janvier 2018 un conseil des ministres du Maroc présidé par le roi Mohammed VI charge le ministre de la Justice d’ouvrir aux femmes la profession d’adoul.

## Dans le monde

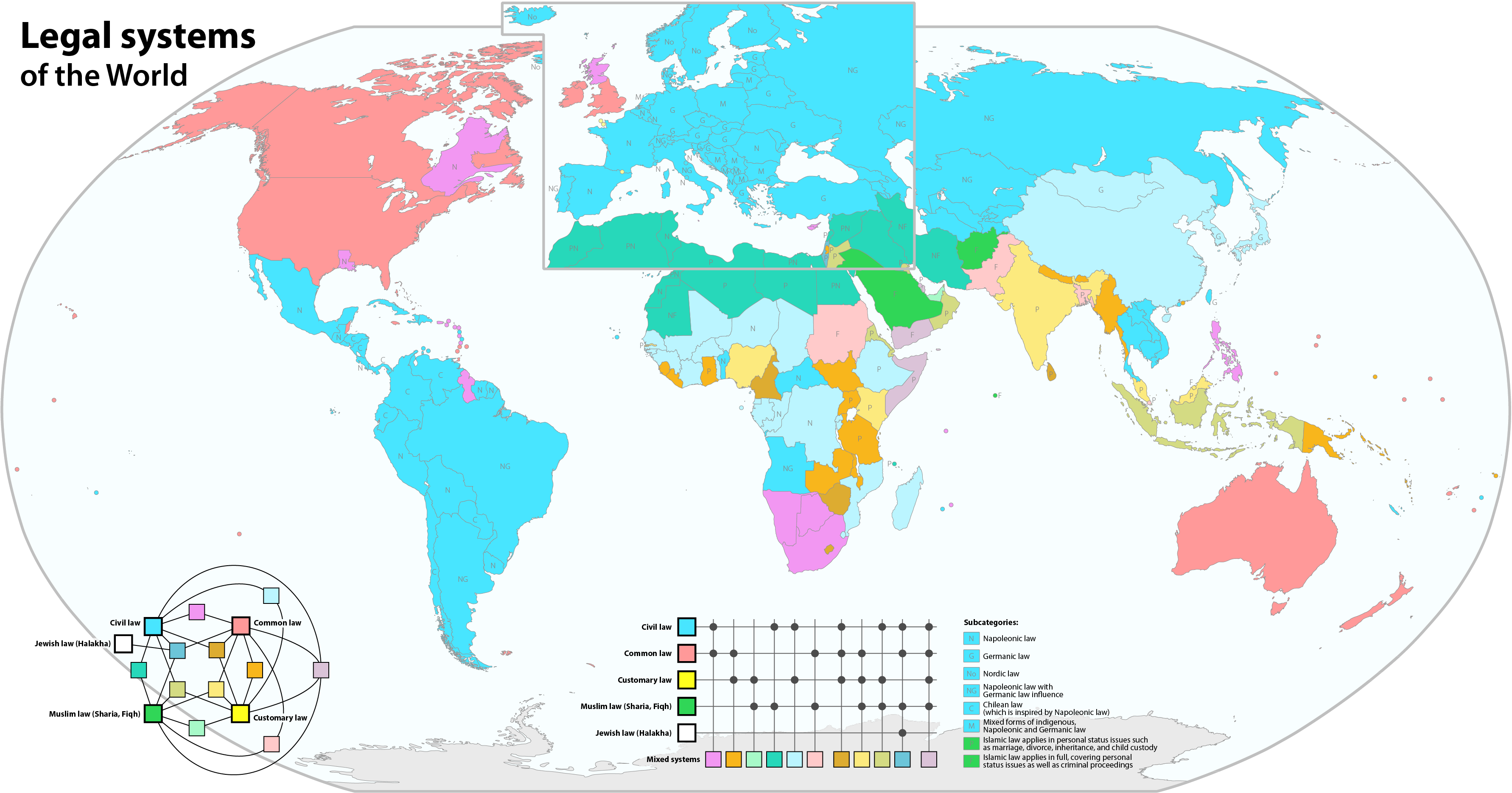
Les systèmes juridiques dans le monde.

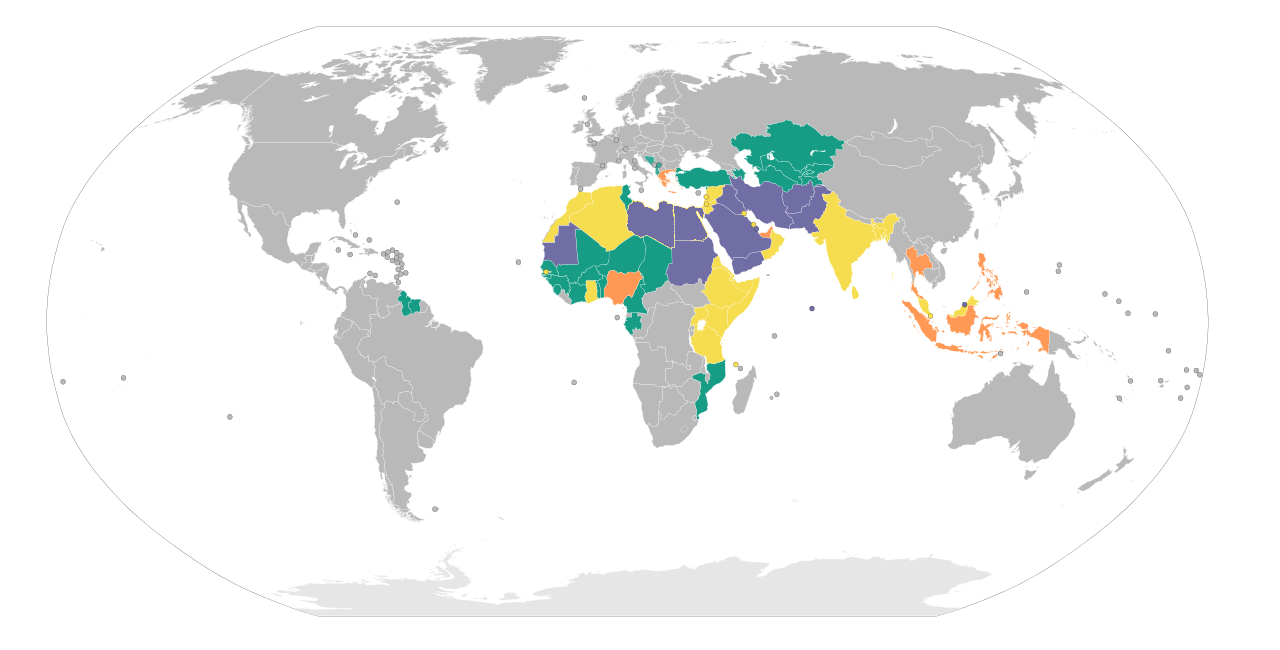
La charia dans le monde
Pays membre de l'Organisation de la coopération islamique où la charia ne joue pas un rôle dans le système judiciaire
Pays où la charia s'applique aux questions de statut personnel (mariage, divorce, héritage et autorité parentale)
Pays où la charia s'applique intégralement, aussi bien aux questions de statut personnel qu'aux procédures pénales
Pays avec des variations régionales dans l'application de la charia

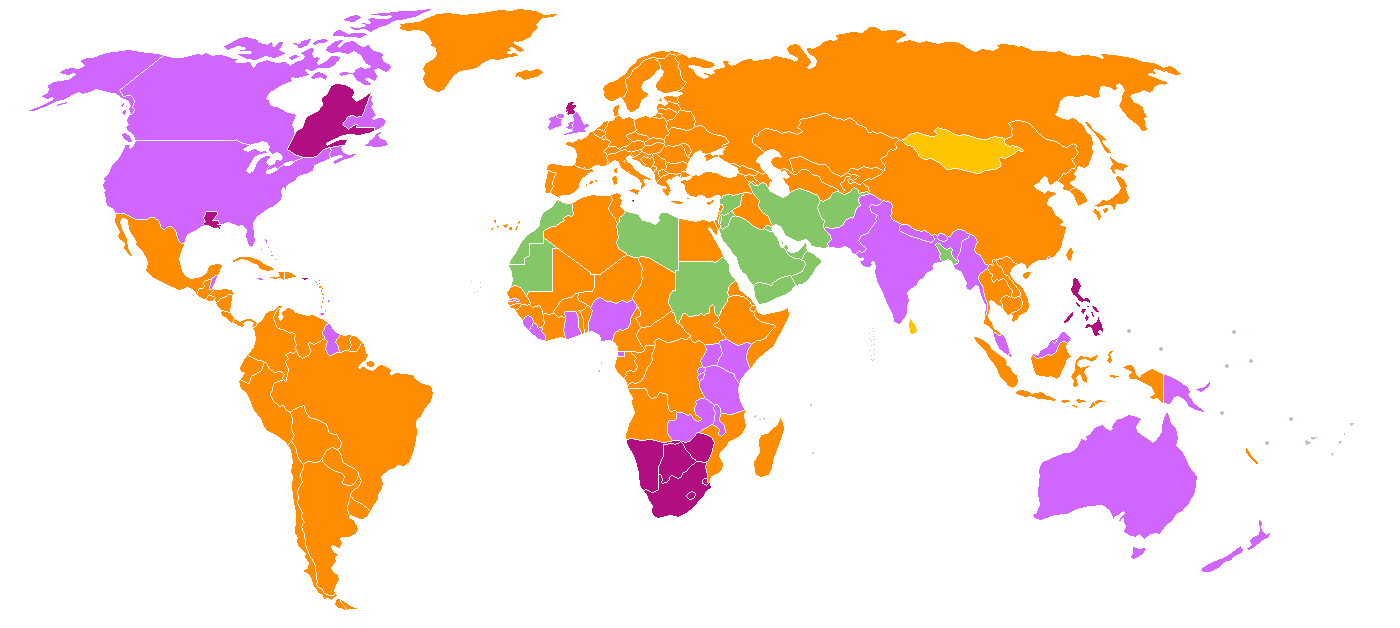
Les systèmes juridiques dans le monde.
Droit romano-civiliste
Common law
Droit coutumier
Droit musulman
Bijuridisme (Droit civiliste et Common law)